# Дружное (Луганская область)
Дружное (укр. Дружне) — село в Краснодонском районе Луганской области Украины. Де факто — с 2014 года населённый пункт контролируется самопровозглашённой Луганской Народной Республикой. Входит в Белоскелеватский сельский совет.

## Население
Население — 429 человек (2001).

## География
Расположено в бассейне Северского Донца. Соседние населённые пункты: города Суходольск и Краснодон на юге, Молодогвардейск на юго-западе, посёлки Урало-Кавказ и Западный на юго-юго-востоке, село Малый Суходол, посёлок Северо-Гундоровский на юго-востоке, сёла Подгорное на востоке, Большой Суходол на северо-востоке, Радостное на севере, Липовое, Габун и Белоскелеватое на северо-западе, Придорожное и Самсоновка на западе.

## История
Основано в 1926 году под названием хутор Ворошиловка, первый председатель Орлов.
С 2014 года — под контролем самопровозглашённой Луганской Народной Республики.